# フィアット・バルケッタ
バルケッタ（Barchetta ）とは、イタリアの自動車メーカーであるフィアットが生産・販売していた2シーターオープンカー。
車名の由来は、イタリア語で「小舟」を意味するバルケッタ（Barchetta ）である。

## 概要
フィアットとしてはX1/9以来となる小型スポーツカーとして1995年に発売された。
プラットフォームはプントのものをベースとした横置きエンジンの前輪駆動車だが、オープン化に伴い大幅な強化が行われている。ホイールベースはスポーティーなハンドリングを得るため、プントよりも短縮されている。トランスミッションは5速MTのみ。左ハンドル仕様のみの設計であり、左側通行である日本やイギリスへの正規輸出はされたものの、特にイギリスでは右ハンドル仕様の不在がセールスの足を引っ張った。
デザインは内外装ともフィアット社内によるもので、当時同社に在籍していたギリシャ人の自動車デザイナーであるアンドレアス・ザパティナスの原案を元に開発されたものである。かつてのフィアット・850スパイダーを想起させるレトロな外観が特徴であるが、フィアットによると細部のデザインは古いフェラーリやジャガーからヒントを得た部分もあるという。
エンジンは専用開発の1,747cc直列4気筒DOHC、最高出力130PS（96kW）/6,300rpm、最高トルク16.7kgf·m（164Nm）/4,600rpmのDOHCエンジンを搭載する。
生産は、ランチア・デルタHFインテグラーレの生産を担当していたカロッツェリア・マッジョーラに委託されたが、同社の倒産に伴い2002年に一旦生産を終了した。

### ニューバルケッタ
2004年7月、マイナーチェンジモデルのニューバルケッタが発表された。
シャシやエンジンに大きな変更はないが、ホイール・タイヤのサイズが15inから16inに拡大され（195/55R15 → 195/45R16）、初代ではオプションだったアルミホイールが標準装備となった。外装は当時流行していたシングルフレームグリルを採用し、フロントバンパー、リアバンパーのデザインなどが変更された。これにより、初代のモデルよりも上質さを感じさせるデザインとなったが、車両重量も20kg増加している。
生産はフィアット社内で行われていた。

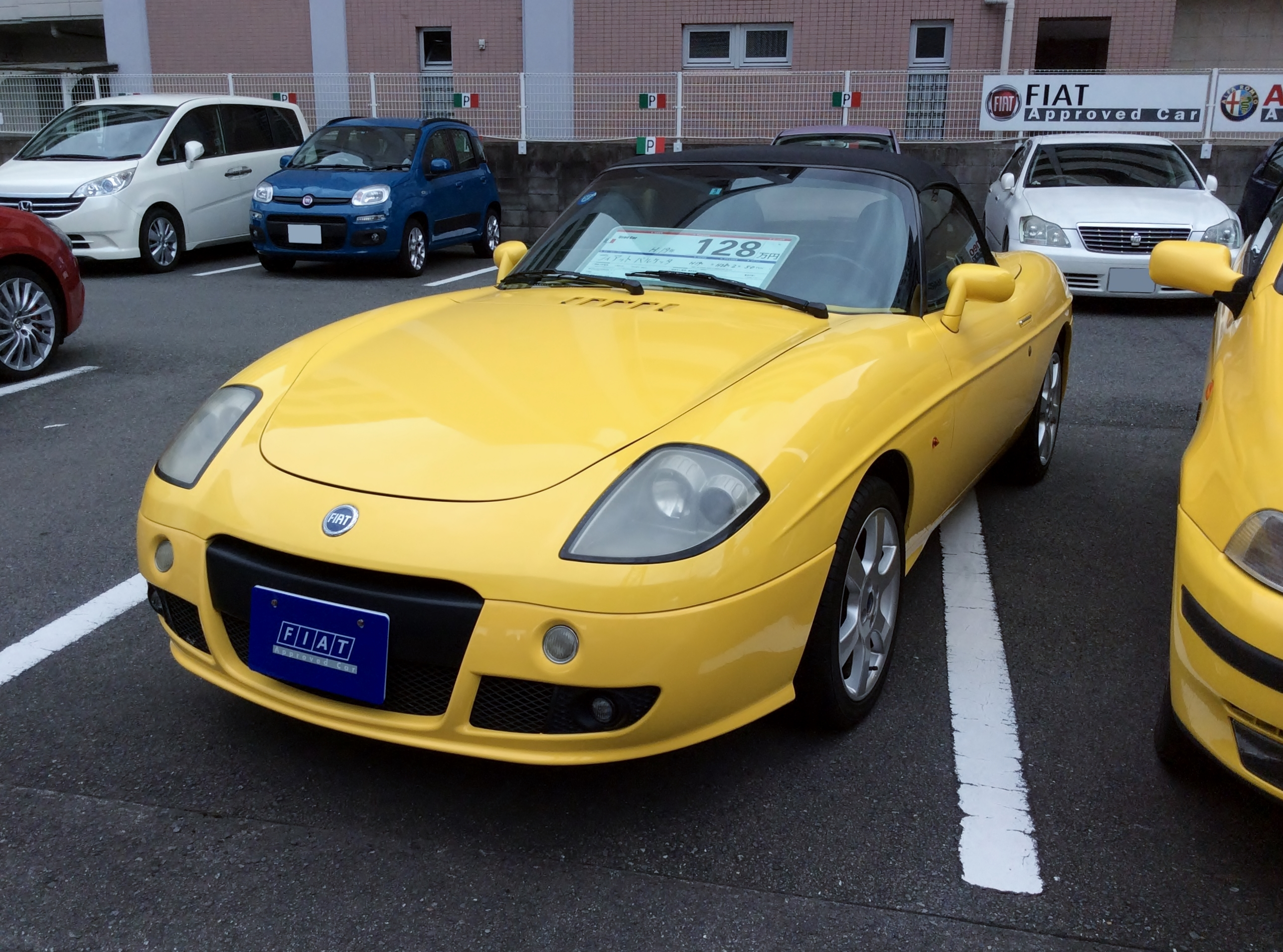
ニューバルケッタ フロント
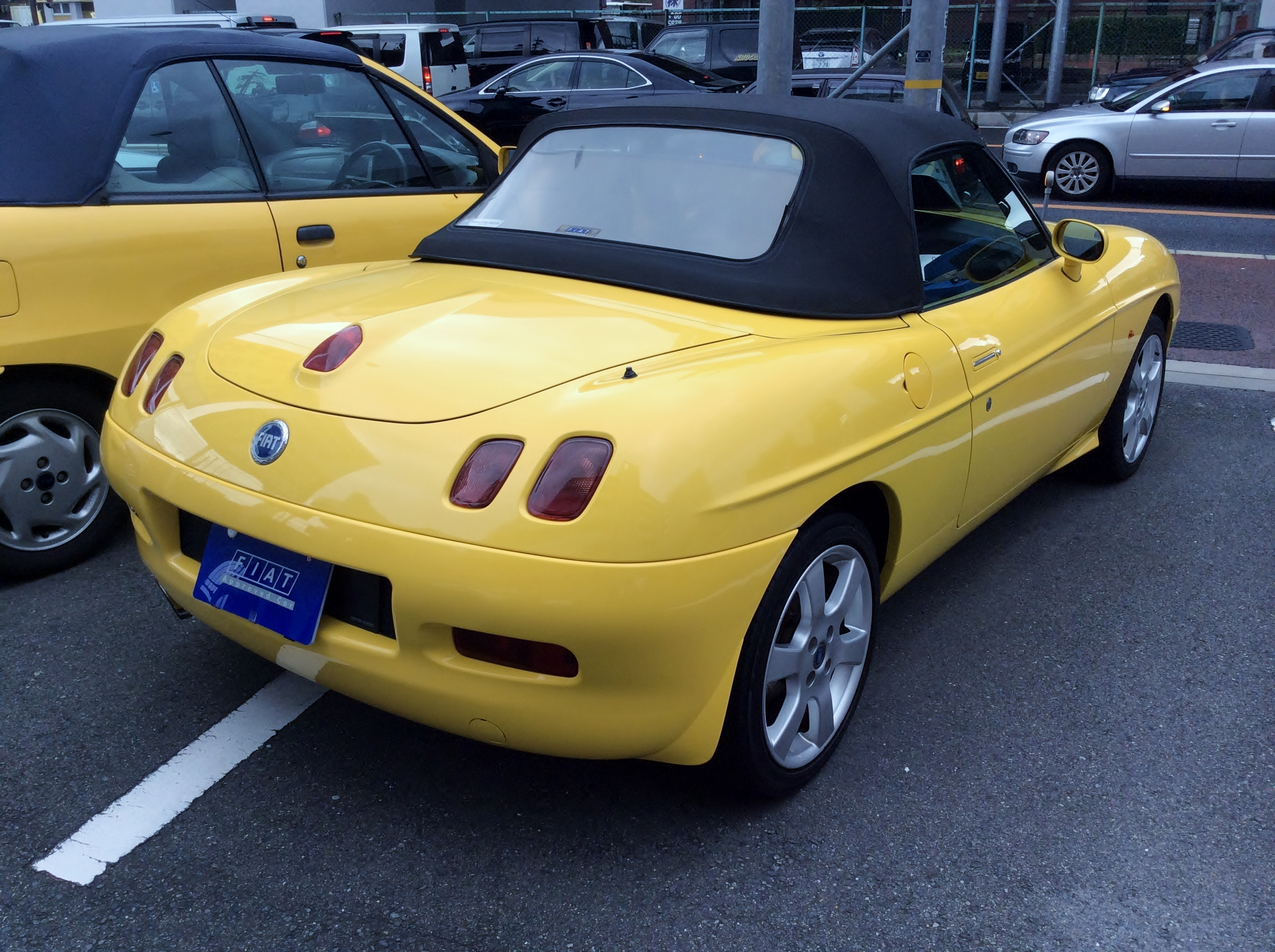
ニューバルケッタ リア
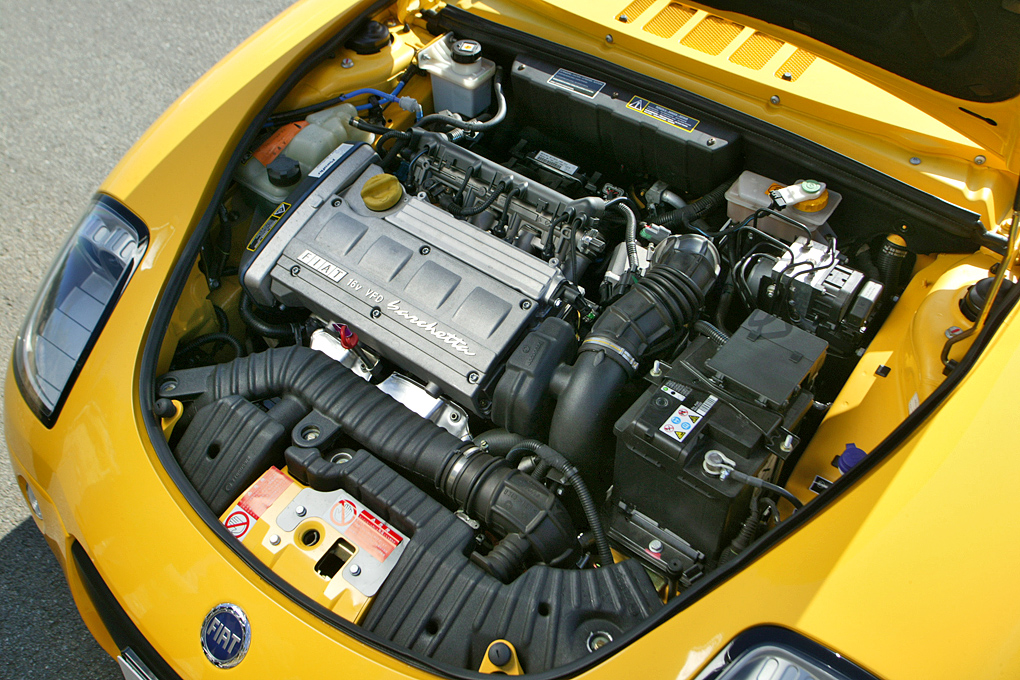
ニューバルケッタ エンジンベイ